# 廣告設計
廣告設計（Advertisement Design）是以加強銷售為目的所做的設計，也就是奠基在廣告學與設計上面，來替產品，品牌，活動等做廣告。

## 历史
如果
最早的廣告設計應該是早期報紙的小小佈告欄，也就是以平面設計的形式出來的。接著廣播出現了，於是有聲音式的廣告，今日也都還聽得到，然後電視時代，廣告設計變得介入了電影與戲劇之間，而且更為專門。
視訊化的廣告設計是相當與眾不同的，要如何在短如二十秒的時間吸引消費者目光，達到促銷的良好效果，需要有很多的市場調查，設計經驗，事前計劃等等。因此廣告設計公司大到有跨國際事業，分工之細，令人咋舌。
平面的廣告設計有分為報紙稿，雜誌稿，其他促銷品。